# Enzo Bearzot
Enzo Bearzot (Aiello del Friuli, 26 september 1927 – Milaan, 21 december 2010) was een Italiaans profvoetballer en voetbaltrainer. In 1982 leidde Bearzot het Italiaans voetbalelftal als bondscoach naar de wereldtitel.

## Spelerscarrière
Tijdens zijn professionele voetbalcarrière speelde Bearzot voor Pro Gorizia, Catania, Internazionale en Torino. Bearzot speelde in 1955 een interland voor het Italiaans voetbalelftal.

## Trainerscarrière
Tussen 1968 en 1969 was Bearzot hoofdtrainer van Prato, waarna hij in 1969 als bondscoach voor zes jaar naar het Italiaans voetbalelftal onder 23 vertrok. Tussen 1975 en 1986 was Bearzot bondscoach van het Italiaans voetbalelftal. Hij leidde Italië naar de wereldtitel bij het WK van 1982 in Spanje. In 2011 werd hij vanwege zijn verdiensten postuum opgenomen in de Hall of Fame van het Italiaanse voetbal. Bearzot had La Squadra Azzurra in totaal 104 wedstrijden onder zijn hoede. Hij maakte na de voortijdige uitschakeling bij het WK voetbal 1986 plaats voor Azeglio Vicini.
| Interlands Italië onder leiding van Enzo Bearzot | Interlands Italië onder leiding van Enzo Bearzot | Interlands Italië onder leiding van Enzo Bearzot | Interlands Italië onder leiding van Enzo Bearzot | Interlands Italië onder leiding van Enzo Bearzot |
| №                                                | Datum                                            | Wedstrijd                                        | Uitslag                                          | Competitie                                       |
| ------------------------------------------------ | ------------------------------------------------ | ------------------------------------------------ | ------------------------------------------------ | ------------------------------------------------ |
| 1                                                | 27 september 1975                                | Italië – Finland                                 | 0 – 0                                            | EK-kwalificatie                                  |
| 2                                                | 26 oktober 1975                                  | Polen – Italië                                   | 0 – 0                                            | EK-kwalificatie                                  |
| 3                                                | 22 november 1975                                 | Italië – Nederland                               | 1 – 0                                            | EK-kwalificatie                                  |
| 4                                                | 30 december 1975                                 | Italië – Griekenland                             | 3 – 2                                            | Oefeninterland                                   |
| 5                                                | 7 april 1976                                     | Italië – Portugal                                | 3 – 1                                            | Oefeninterland                                   |
| 6                                                | 23 mei 1976                                      | Verenigde Staten – Italië                        | 0 – 4                                            | Oefeninterland                                   |
| 7                                                | 28 mei 1976                                      | Engeland – Italië                                | 3 – 2                                            | Oefeninterland                                   |
| 8                                                | 31 mei 1976                                      | Brazilië – Italië                                | 4 – 1                                            | Oefeninterland                                   |
| 9                                                | 5 juni 1976                                      | Italië – Roemenië                                | 4 – 2                                            | Oefeninterland                                   |
| 10                                               | 22 september 1976                                | Denemarken – Italië                              | 0 – 1                                            | Oefeninterland                                   |
| 11                                               | 25 september 1976                                | Italië – Joegoslavië                             | 3 – 0                                            | Oefeninterland                                   |
| 12                                               | 16 oktober 1976                                  | Luxemburg – Italië                               | 1 – 4                                            | WK-kwalificatie                                  |
| 13                                               | 17 november 1976                                 | Italië – Engeland                                | 2 – 0                                            | WK-kwalificatie                                  |
| 14                                               | 22 december 1976                                 | Portugal – Italië                                | 2 – 1                                            | Oefeninterland                                   |
| 15                                               | 26 januari 1977                                  | Italië – België                                  | 2 – 1                                            | Oefeninterland                                   |
| 16                                               | 8 juni 1977                                      | Finland – Italië                                 | 0 – 3                                            | WK-kwalificatie                                  |
| 17                                               | 8 oktober 1977                                   | West-Duitsland – Italië                          | 2 – 1                                            | Oefeninterland                                   |
| 18                                               | 15 oktober 1977                                  | Italië – Finland                                 | 6 – 1                                            | WK-kwalificatie                                  |
| 19                                               | 16 november 1977                                 | Engeland – Italië                                | 2 – 0                                            | WK-kwalificatie                                  |
| 20                                               | 3 december 1977                                  | Italië – Luxemburg                               | 3 – 0                                            | WK-kwalificatie                                  |
| 21                                               | 21 december 1977                                 | België – Italië                                  | 0 – 1                                            | Oefeninterland                                   |
| 22                                               | 25 januari 1978                                  | Spanje – Italië                                  | 2 – 1                                            | Oefeninterland                                   |
| 23                                               | 8 februari 1978                                  | Italië – Frankrijk                               | 2 – 2                                            | Oefeninterland                                   |
| 24                                               | 18 mei 1978                                      | Italië – Joegoslavië                             | 0 – 0                                            | Oefeninterland                                   |
| 25                                               | 2 juni 1978                                      | Frankrijk – Italië                               | 1 – 2                                            | WK-eindronde                                     |
| 26                                               | 6 juni 1978                                      | Hongarije – Italië                               | 1 – 3                                            | WK-eindronde                                     |
| 27                                               | 10 juni 1978                                     | Argentinië – Italië                              | 0 – 1                                            | WK-eindronde                                     |
| 28                                               | 14 juni 1978                                     | West-Duitsland – Italië                          | 0 – 0                                            | WK-eindronde                                     |
| 29                                               | 18 juni 1978                                     | Oostenrijk – Italië                              | 0 – 1                                            | WK-eindronde                                     |
| 30                                               | 21 juni 1978                                     | Italië – Nederland                               | 1 – 2                                            | WK-eindronde                                     |
| 31                                               | 24 juni 1978                                     | Brazilië – Italië                                | 2 – 1                                            | WK-eindronde                                     |
| 32                                               | 20 september 1978                                | Italië – Bulgarije                               | 1 – 0                                            | Oefeninterland                                   |
| 33                                               | 23 september 1978                                | Italië – Turkije                                 | 1 – 0                                            | Oefeninterland                                   |
| 34                                               | 8 november 1978                                  | Tsjecho-Slowakije – Italië                       | 3 – 0                                            | Oefeninterland                                   |
| 35                                               | 21 december 1978                                 | Italië – Spanje                                  | 1 – 0                                            | Oefeninterland                                   |
| 36                                               | 24 februari 1979                                 | Italië – Nederland                               | 3 – 0                                            | Oefeninterland                                   |
| 37                                               | 26 mei 1979                                      | Italië – Argentinië                              | 2 – 2                                            | Oefeninterland                                   |
| 38                                               | 13 juni 1979                                     | Joegoslavië – Italië                             | 4 – 1                                            | Oefeninterland                                   |
| 39                                               | 26 september 1979                                | Italië – Zweden                                  | 1 – 0                                            | Oefeninterland                                   |
| 40                                               | 17 november 1979                                 | Italië – Zwitserland                             | 2 – 0                                            | Oefeninterland                                   |
| 41                                               | 16 februari 1980                                 | Italië – Roemenië                                | 2 – 1                                            | Oefeninterland                                   |
| 42                                               | 15 maart 1980                                    | Italië – Uruguay                                 | 1 – 0                                            | Oefeninterland                                   |
| 43                                               | 19 april 1980                                    | Italië – Polen                                   | 2 – 2                                            | Oefeninterland                                   |
| 44                                               | 12 juni 1980                                     | Italië – Spanje                                  | 0 – 0                                            | EK-eindronde                                     |
| 45                                               | 15 juni 1980                                     | Italië – Engeland                                | 1 – 0                                            | EK-eindronde                                     |
| 46                                               | 18 juni 1980                                     | Italië – België                                  | 0 – 0                                            | EK-eindronde                                     |
| 47                                               | 21 juni 1980                                     | Italië – Tsjechië                                | 1 – 1                                            | EK-eindronde                                     |
| 48                                               | 24 september 1980                                | Italië – Portugal                                | 3 – 1                                            | Oefeninterland                                   |
| 49                                               | 11 oktober 1980                                  | Luxemburg – Italië                               | 0 – 2                                            | WK-kwalificatie                                  |
| 50                                               | 1 november 1980                                  | Italië – Denemarken                              | 2 – 0                                            | WK-kwalificatie                                  |
| 51                                               | 15 november 1980                                 | Italië – Joegoslavië                             | 2 – 0                                            | WK-kwalificatie                                  |
| 52                                               | 6 december 1980                                  | Griekenland – Italië                             | 0 – 2                                            | WK-kwalificatie                                  |
| 53                                               | 3 januari 1981                                   | Uruguay – Italië                                 | 2 – 0                                            | Mundialito                                       |
| 54                                               | 6 januari 1981                                   | Italië – Nederland                               | 1 – 1                                            | Mundialito                                       |
| 55                                               | 25 februari 1981                                 | Italië – Europa                                  | 0 – 3                                            | Oefeninterland                                   |
| 56                                               | 19 april 1981                                    | Italië – Duitse Democratische Republiek          | 0 – 0                                            | Oefeninterland                                   |
| 57                                               | 3 juni 1981                                      | Denemarken – Italië                              | 3 – 1                                            | WK-kwalificatie                                  |
| 58                                               | 23 september 1981                                | Italië – Bulgarije                               | 3 – 2                                            | Oefeninterland                                   |
| 59                                               | 17 oktober 1981                                  | Joegoslavië – Italië                             | 1 – 1                                            | WK-kwalificatie                                  |
| 60                                               | 14 november 1981                                 | Italië – Griekenland                             | 1 – 1                                            | WK-kwalificatie                                  |
| 61                                               | 5 december 1981                                  | Italië – Luxemburg                               | 1 – 0                                            | WK-kwalificatie                                  |
| 62                                               | 23 februari 1982                                 | Frankrijk – Italië                               | 2 – 0                                            | Oefeninterland                                   |
| 63                                               | 14 april 1982                                    | Duitse Democratische Republiek – Italië          | 1 – 0                                            | Oefeninterland                                   |
| 64                                               | 28 mei 1982                                      | Zwitserland – Italië                             | 1 – 1                                            | Oefeninterland                                   |
| 65                                               | 14 juni 1982                                     | Italië – Polen                                   | 0 – 0                                            | WK-eindronde                                     |
| 66                                               | 18 juni 1982                                     | Italië – Peru                                    | 1 – 1                                            | WK-eindronde                                     |
| 67                                               | 23 juni 1982                                     | Kameroen – Italië                                | 1 – 1                                            | WK-eindronde                                     |
| 68                                               | 29 juni 1982                                     | Argentinië – Italië                              | 1 – 2                                            | WK-eindronde                                     |
| 69                                               | 5 juli 1982                                      | Brazilië – Italië                                | 2 – 3                                            | WK-eindronde                                     |
| 70                                               | 8 juli 1982                                      | Italië – Polen                                   | 2 – 0                                            | WK-eindronde                                     |
| 71                                               | 11 juli 1982                                     | West-Duitsland – Italië                          | 1 – 3                                            | WK-eindronde                                     |
| 72                                               | 27 oktober 1982                                  | Italië – Zwitserland                             | 0 – 1                                            | Oefeninterland                                   |
| 73                                               | 13 november 1982                                 | Italië – Tsjecho-Slowakije                       | 2 – 2                                            | EK-kwalificatie                                  |
| 74                                               | 4 december 1982                                  | Italië – Roemenië                                | 0 – 0                                            | EK-kwalificatie                                  |
| 75                                               | 12 februari 1983                                 | Cyprus – Italië                                  | 1 – 1                                            | EK-kwalificatie                                  |
| 76                                               | 16 april 1983                                    | Roemenië – Italië                                | 1 – 0                                            | EK-kwalificatie                                  |
| 77                                               | 29 mei 1983                                      | Zweden – Italië                                  | 2 – 0                                            | EK-kwalificatie                                  |
| 78                                               | 5 oktober 1983                                   | Italië – Griekenland                             | 3 – 0                                            | Oefeninterland                                   |
| 79                                               | 15 oktober 1983                                  | Italië – Zweden                                  | 0 – 3                                            | EK-kwalificatie                                  |
| 80                                               | 16 november 1983                                 | Tsjecho-Slowakije – Italië                       | 2 – 0                                            | EK-kwalificatie                                  |
| 81                                               | 22 december 1983                                 | Italië – Cyprus                                  | 3 – 1                                            | EK-kwalificatie                                  |
| 82                                               | 4 februari 1984                                  | Italië – Mexico                                  | 5 – 0                                            | Oefeninterland                                   |
| 83                                               | 3 maart 1984                                     | Turkije – Italië                                 | 1 – 2                                            | Oefeninterland                                   |
| 84                                               | 7 april 1984                                     | Italië – Tsjecho-Slowakije                       | 1 – 1                                            | Oefeninterland                                   |
| 85                                               | 22 mei 1984                                      | West-Duitsland – Italië                          | 1 – 0                                            | Oefeninterland                                   |
| 86                                               | 26 mei 1984                                      | Canada – Italië                                  | 0 – 2                                            | Oefeninterland                                   |
| 87                                               | 30 mei 1984                                      | Verenigde Staten – Italië                        | 0 – 0                                            | Oefeninterland                                   |
| 88                                               | 26 september 1984                                | Italië – Zweden                                  | 1 – 0                                            | Oefeninterland                                   |
| 89                                               | 3 november 1984                                  | Zwitserland – Italië                             | 1 – 1                                            | Oefeninterland                                   |
| 90                                               | 8 december 1984                                  | Italië – Polen                                   | 2 – 0                                            | Oefeninterland                                   |
| 91                                               | 5 februari 1985                                  | Ierland – Italië                                 | 1 – 2                                            | Oefeninterland                                   |
| 92                                               | 13 maart 1985                                    | Griekenland – Italië                             | 0 – 0                                            | Oefeninterland                                   |
| 93                                               | 3 april 1985                                     | Italië – Portugal                                | 2 – 0                                            | Oefeninterland                                   |
| 94                                               | 2 juni 1985                                      | Mexico – Italië                                  | 1 – 1                                            | Oefeninterland                                   |
| 95                                               | 6 juni 1985                                      | Engeland – Italië                                | 1 – 2                                            | Oefeninterland                                   |
| 96                                               | 25 september 1985                                | Italië – Noorwegen                               | 1 – 2                                            | Oefeninterland                                   |
| 97                                               | 16 november 1985                                 | Polen – Italië                                   | 1 – 0                                            | Oefeninterland                                   |
| 98                                               | 5 februari 1986                                  | Italië – West-Duitsland                          | 1 – 2                                            | Oefeninterland                                   |
| 99                                               | 26 maart 1986                                    | Italië – Oostenrijk                              | 2 – 1                                            | Oefeninterland                                   |
| 100                                              | 11 mei 1986                                      | Italië – China                                   | 2 – 0                                            | Oefeninterland                                   |
| 101                                              | 31 mei 1986                                      | Bulgarije – Italië                               | 1 – 1                                            | WK-eindronde                                     |
| 102                                              | 5 juni 1986                                      | Argentinië – Italië                              | 1 – 1                                            | WK-eindronde                                     |
| 103                                              | 10 juni 1986                                     | Italië – Zuid-Korea                              | 3 – 2                                            | WK-eindronde                                     |
| 104                                              | 17 juni 1986                                     | Frankrijk – Italië                               | 2 – 0                                            | WK-eindronde                                     |

## Erelijst
Als speler
 Catania
- Serie B: 1953/54

 Torino
- Serie B: 1959/60

Als trainer
 Italië
- FIFA WK: 1982

Individueel als trainer
- Seminatore d'oro: 1982
- World Soccer Wereldtrainer van het Jaar: 1982
- Albo Panchina d'Oro alla carriera: 1992
- Hall of Fame van het Italiaanse voetbal (postume eer, 2011)
- World Soccer Grootste Trainer Aller Tijden (plek 24): 2013

Onderscheidingen
- Grootofficier tweede klasse – Grande Ufficiale Ordine al Merito della Repubblica Italiana: 1982

1 Zoff  ·
2 Baresi ·
3 Bergomi ·
4 Cabrini ·
5 Collovati ·
6 Gentile ·
7 Scirea ·
8 Vierchowod ·
9 Antognoni ·
10 Dossena ·
11 Marini ·
12 Bordon ·
13 Oriali ·
14 Tardelli ·
15 Causio ·
16 Conti ·
17 Massaro ·
18 Altobelli ·
19 Graziani ·
20 Rossi ·
21 Selvaggi ·
22 Galli ·
Coach: Bearzot
1 Galli ·
2 Bergomi ·
3 Cabrini ·
4 Collovati ·
5 Nela ·
6 Scirea ·
7 Tricella ·
8 Vierchowod ·
9 Ancelotti ·
10 Bagni ·
11 Baresi ·
12 Tancredi ·
13 De Napoli ·
14 Di Gennaro ·
15 Tardelli  ·
16 Conti ·
17 Vialli ·
18 Altobelli ·
19 Galderisi ·
20 Rossi ·
21 Serena ·
22 Zenga ·
Coach: Bearzot